# Église Saint-Nicolas (Budești)
Pour les articles homonymes, voir Église Saint-Nicolas.
 (février 2024).
Si vous disposez d'ouvrages ou d'articles de référence ou si vous connaissez des sites web de qualité traitant du thème abordé ici, merci de compléter l'article en donnant les références utiles à sa vérifiabilité et en les liant à la section « Notes et références ».
L’église Saint-Nicolas se trouve dans le village roumain de Budești, județ de Maramureș, dans la région de la Marmatie (Maramureș en roumain). Cette église a les caractéristiques des églises en bois du Maramureș, avec son double avant-toit.
C’est l’une des huit églises en bois de Marmatie inscrites au patrimoine mondial de l'UNESCO en décembre 1999.